# Ludwig Pfeifer
Ludwig Pfeifer (* 5. September 1908 in Bieber; † 26. September 1970 in Altheim) war ein deutscher Politiker und Widerstandskämpfer gegen den Nationalsozialismus.

## Biografie
Der aus einer sozialdemokratischen Familie stammende Ludwig Pfeifer war gelernter Kaufmann, arbeitete später im Polizeidienst und als Landrat. Er engagierte sich früh in der sozialdemokratischen Bewegung und war seit 1922 Mitglied der SPD.
Ludwig Pfeifer war seit 1929 als Polizeimeister im Amt Offenbach (Wachtmeister bei der Bereitschaftspolizei Offenbach) tätig, wurde 1933 entlassen und war seit der Machtergreifung von Hitler ein Widerstandskämpfer gegen den Nationalsozialismus.
Ludwig und sein Bruder Adam Pfeifer gehörten als geistige Köpfe zu einer Widerstandszelle im damals selbstständigen Bieber. Beide waren in engem Kontakt mit weiteren sozialdemokratischen Widerstandsgruppen gegen das NS-Regime in Offenbach am Main um Karl Appelmann, Hans Stoffers und Valentin Unkelbach sowie Georg Bätz und Karl Hoffmann in Bürgel. Hauptziel war es, ein Netzwerk von Widerstandsgruppen im Untergrund aufzubauen und die Bevölkerung mit Informationsmaterial zu versorgen, um sie so im Widerstand gegen Hitler zu bestärken. Aufgrund seiner politischen Aktivitäten im Widerstand wurde er von den Nationalsozialisten 1936 verhaftet, als die Gestapo ihn beim Verteilen von Flugblättern erwischte. Er wurde des Hochverrats angeklagt. Das Oberlandesgericht in Darmstadt verurteilte ihn zu einem Jahr Zuchthaus.
Dadurch wurde er als wehrunwürdig eingestuft. Dennoch wurde er von der Wehrmacht 1942 zwangsrekrutiert und zum Strafbataillon 999 eingezogen. Er erhielt eine Kurzausbildung in der 6. Artillerie-Ausbildungs-Batterie in Heuberg im Odenwald. In Nordafrika wurde er gefangen genommen. Nach den Quellen des Hessischen Staatsarchivs Darmstadt wurde er schon 1942 zum Kriegseinsatz gezwungen und war von 1943 bis 1945 in amerikanischer Kriegsgefangenschaft.
1945 anfänglich als Angestellter tätig, wurde er 1946 Büroleiter der Kreisverwaltung Offenbach am Main. 1950 wurde er Kreisverwaltungsrat und 1955 Kreisoberverwaltungsrat. 1958 wurde er zum Landrat des Landkreises Dieburg gewählt und 1963 im Amt bestätigt. Er kam sieben Jahre später bei einem Autounfall ums Leben.

## Politische Ämter
Ludwig Pfeifer war seit 1946 Vorsitzender des SPD-Unterbezirkes Offenbach/Dieburg. 1949 wählten die Offenbacher Sozialdemokraten Ludwig Pfeifer wohl erneut zu ihrem Vorsitzenden. Ab 1963 wurde er zum Kreisvorsitzenden gewählt, später wiederum zum Vorsitzenden des SPD-Unterbezirkes.